# Ingemar Andersson (journalist)
Otto Ingemar Andersson, född 24 maj 1934 i Göteborg, död 6 mars 1995 i Tyresö församling, Stockholms län, var en svensk journalist.
Andersson, son till lagerarbetaren Otto Andersson och konfektionssömmerskan Anna Larsson, avlade studentexamen i Göteborg 1954 och studerade vid Göteborgs universitet 1970–1973. Han var verksam som journalist från 1955, chefredaktör för Ny Dag 1973–1988 och för Vänsterpress från 1990. Ingemar Andersson är begravd på Lundby nya kyrkogård i Göteborgs stift.